# Andreas Gößling
Andreas Gößling (ur. w 1958) – niemiecki pisarz książek dla dzieci i dorosłych.

## Życiorys
Studiował literaturę niemiecką, dziennikarstwo i nauki polityczne. Dostał stypendium za swoją rozprawę doktorską na temat powieści Thomasa Bernharda.
Cechą jego powieści jest połączenie historycznej dokładności z elementami fantastycznymi i mitycznymi. Autor wyjeżdżał na wiele wypraw badawczych, głównie do Ameryki Łacińskiej. W swoich powieściach używa także europejskiej historii m.in. w powieściach Faust, der Magier (2007) i dwutomowej Opus.
Andreas Gößlinga ożenił się z tłumaczką, Anne Löhr-Gößling. Zamieszkali w Berlinie.

## Prace (wybór)

### Dla dorosłych
- Irrlauf 1993. ISBN 978-3-86124-158-4
- Die Maya-Priesterin 2001. ISBN 978-3-453-47076-7
- Im Tempel des Regengottes. Ein schwarzromantisches Abenteuer. 2003. ISBN 978-3-8218-0878-9
- Der Alchimist von Krumau 2004. ISBN 978-3-8218-0944-1
- Dea Mortis. Der Tempel der dunklen Göttin. 2005. ISBN 978-3-426-66200-7
- Faust, der Magier. 2007. ISBN 978-3-352-00745-3
- Der Ruf der Schlange. 2010. ISBN 978-3-608-93875-3

### Dziecięce i młodzieżowe
- Timmy im Finsterwald, 1996. ISBN 978-3-522-16969-1
- Tzapalil. Im Bann des Jaguars. 2005. ISBN 978-3-401-05642-5
- Der Sohn des Alchimisten. 2007. ISBN 978-3-401-05884-9
- Die Dämonenpforte. 2009. ISBN 978-3-570-30491-4
- OPUS - Das verbotene Buch. 2010. ISBN 978-3-414-82211-6 (polskie wydanie: Opus. Zakazana księga, Telbit 2011)
- OPUS - Die Bücherjäger. 2010. ISBN 978-3-414-82212-3 (polskie wydanie: Opus. Łowcy księgi, Telbit 2011)
- Goldfieber 2011. ISBN 978-3-414-82213-0
- Geheimagent auf Elfenjagd. seria Supernatural Secret Agency, 2012. ISBN 978-3-570-30698-7
- Die Rache der Vampirgeister. seria Supernatural Secret Agency, 2012. ISBN 978-3-570-30699-4
- Die Zwergen-Verschwörung. seria Supernatural Secret Agency, ISBN 978-3-570-30781-6

### Baśnie i opowiadania
- Das große Buch der Feen und Elfen. 2004. ISBN 978-3-426-66124-6
- Drachen. 2007. ISBN 978-3-401-06097-2 (polskie wydanie: Smoki, WAM 2008)

### Inne
- Voodoo - Götter, Zauber, Rituale. 1999. ISBN 978-3-426-77733-6, (polskie wydanie: Voodoo: bogowie, czary, rytuały, WAM 2010)
- Drachenwelten - Geister der Schöpfung und Zerstörung. 2003. ISBN 978-3-492-26502-7
- Die Freimaurer - Weltverschwörer oder Menschenfreunde? 2007. ISBN 978-3-426-77991-0
- Die Männlichkeitslücke. Warum wir uns um die Jungs kümmern müssen. 2008. ISBN 978-3-89883-199-4